# Парламент Албании
Ку́венд (алб. Kuvendi i Shqipërisë от лат. conventus — «собрание») — однопалатный парламент Албании.
В парламенте 140 мест. 100 депутатов избираются по мажоритарной системе в одномандатных округах (в два тура), 40 — по партийным спискам с 2,5-процентным барьером для партий и 4-процентным барьером для партийных блоков. Срок полномочий депутатов — 4 года.
Парламент имеет полномочия определять внутреннюю и внешнюю политику государства, утверждать и изменять Конституцию, объявлять войну, ратифицировать и аннулировать международные договоры, выбирать Президента Албании, генерального прокурора и членов Верховного суда, контролировать деятельность государственных радио и телевидения, государственного информационного агентства и других официальных информационных органов.
Депутат не может занимать другие государственные должности, кроме члена Совета министров Албании.

## История
Первый парламент Албании создан в 1920 году Национальным конгрессом в Люшне, в ходе борьбы за независимость страны и против её раздела по Парижскому миру между Грецией, Италией и Югославией.
В 1928 году парламент был распущен, а Албания провозглашена королевством.
В 1944 году введено всеобщее избирательное право. В 1945 прошли парламентские выборы, на которых 97,7 % голосов получил возглавляемый коммунистами Демократический фронт (другие политические силы не принимали участия в выборах).
С 1945 по 1990 год в стране существовала однопартийная система. Единственной партией была Коммунистическая партия Албании (позднее — Албанская партия труда).
В 1990 году принята многопартийная система. Первые свободные выборы по многопартийной системе прошли в марте и апреле 1991 года. С момента её введения доминирующими партиями в политической системе Албании являются консервативная Демократическая партия Албании и посткоммунистическая Социалистическая партия Албании.

## Парламентские выборы
Текущий состав парламента избран 25 апреля 2021 года:
- Социалистическая партия Албании (PS) — 74 (48,34%)
- Демократическая партия — Альянс за перемены (PD–AN) — 58
- Социалистическое движение за интеграцию (LSI) — 4
- Социал-демократическая партия Албании (PSD) — 3
- Независимые — 1